# Shōzaburō Jimi

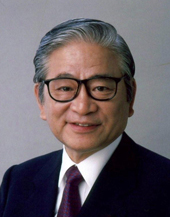
Shōzaburō Jimi

Shōzaburō Jimi (jap. 自見 庄三郎, Jimi Shōzaburō; * 5. November 1945 in Kokura (heute: Kitakyūshū), Präfektur Fukuoka) ist ein ehemaliger japanischer Politiker. Von 1983 bis 2005 und von 2007 bis 2013 war er Abgeordneter im Nationalparlament, zunächst im Abgeordnetenhaus (Unterhaus), dann im Rätehaus (Oberhaus). In den Kabinetten Kan und Noda war er von 2010 bis 2012 Minister für den Finanzsektor und die Reform des Postwesens. Von 2012 bis 2013 war er Vorsitzender der Neuen Volkspartei.
Jimi schloss 1970 sein Medizinstudium an der Kyūshū-Universität ab, anschließend absolvierte er dort ein Aufbaustudium als medizinischer Forscher und erwarb den Doktorgrad. Nach einem 1980 begonnenen Forschungsaufenthalt an der Harvard School of Public Health, kehrte er 1982 als Dozent an die Universität Kyūshū zurück.
Bei der Wahl im Dezember 1983 zum Shūgiin, dem Unterhaus, kandidierte Jimi selbst und wurde im SNTV-Viermandatswahlkreis Fukuoka 4 für die Liberaldemokratische Partei (LDP) mit dem dritthöchsten Stimmenanteil erstmals gewählt. In der LDP schloss er sich der Nakasone-Faktion des damals amtierenden Premiers Yasuhiro Nakasone an. Für das Shūgiin wurde danach sechs Mal in Folge wiedergewählt, ab 1996 im Einzelwahlkreis Fukuoka 10.
Ab Ende der 1980er Jahre erhielt Jimi Führungspositionen in der Partei und in mehreren Kabinetten: 1989 war er parlamentarischer Staatssekretär (seimujikan) in der Landbehörde, 1990 im MITI. 1995 übernahm er den Vorsitz im Kommunikationsausschuss des Shūgiin, später im selben Jahr den stellvertretenden Vorsitz des Politikforschungsrates der LDP. Ein Jahr später war er stellvertretender Generalsekretär. Premierminister Ryūtarō Hashimoto berief ihn 1997 als Postminister in sein zweites Kabinett.
Während des innerparteilichen Streits um die japanische Staatspost 2005 gehörte Jimi zu den sogenannten „Rebellen“, den Gegnern der vom Parteivorsitzenden Jun’ichirō Koizumi betriebenen Privatisierung. Bei der von Koizumi vorzeitig veranlassten Shūgiin-Wahl 2005 trat Jimi als Unabhängiger an und verlor seinen Wahlkreis an die „Attentäter“-Kandidatin Kyōko Nishikawa. Er schloss sich der aus LDP-„Rebellen“ entstandenen Neuen Volkspartei von Tamisuke Watanuki an und kehrte bei der Sangiin-Wahl 2007 über die nationale Verhältniswahl ins Parlament zurück: Mit über 117.000 Vorzugsstimmen konnte er den ersten Platz auf der Liste und damit den einzigen Verhältniswahlsitz der Partei erobern. Er übernahm anschließend den stellvertretenden Parteivorsitz, 2008 auch das Amt des Vorsitzenden des Politikforschungsrates.
Als die Neue Volkspartei bei der Shūgiin-Wahl 2009 die Sitze des Parteivorsitzenden Watanuki und von Generalsekretär Hisaoki Kamei verlor, berief der neue Parteivorsitzende Shizuka Kamei Jimi zum Generalsekretär. Kamei wurde in einer Koalitionsregierung mit der Demokratischen Partei Minister, trat aber im Juni 2010 im Streit über die Revision der Postprivatisierung zurück, woraufhin Premierminister Naoto Kan Jimi zum Nachfolger als Minister berief. Yoshihiko Noda übernahm ihn am 2. September 2011 auf diesen Posten in sein neues Kabinett. Er blieb bis zu einer Kabinettsumbildung im Juni 2012 Minister.
Im April 2012 übernahm Jimi nach dem Sturz und anschließenden Austritt von Shizuka Kamei den Parteivorsitz der Neuen Volkspartei, den er bis zur Auflösung der Partei im Frühjahr 2013 behielt. Bei der Sangiin-Wahl 2013 kandidierte Jimi nicht mehr für eine weitere Amtszeit als Abgeordneter.